# Грађење речи
Грађење или творба речи је део науке о језику који проучава правила грађења нових речи. Грађење речи је један од начина на који се богати речник језика. Грађење речи је везано за три језичке дисциплине: морфологијом, лексикологијом и стилистиком, а предмет изучавања је јединство облика речи, са њиховим значењем и употребом у одређеном контексту.

## Подела речи према постанку
У грађењу речи могу да учествују:
- корен речи, као најмањи значењски део, носилац је основног значења речи
- основа за даљу творбу речи
- суфикси, односно наставци за творбу речи
- префикси, односно творбене морфеме се додају на почетак речи

Према свом постанку, све речи се могу поделити на:
- просте речи — ако нису настале од других речи нити могу да се раставе на мање делове који би имали значењску или обличку везу са другим речима. То су немотивисане речи и њихови гласовни скупови који не садрже друге речи, нису у вези материјом. Служе за грађење других речи.[1]
- изведене речи су мотивисане речи које у себи садрже основе других речи и могу се довести у везу с предметом или предметима које означавају.[1] Настају додавањем суфикса.
- сложене речи су мотивисане речи које у себи садрже основе других речи и могу се довести у везу с предметом или предметима које означавају.[2][1] Настају додавањем префикса на основу или спајањем две или више речи[4]

У новије време се као заједнички назив за сваку реч добијену творбом употребљава термин „твореница“, неологизам настао пре више деценија као синоним за творбену реч.

### Породица речи
Изведене и сложене речи, заједно са кореном речи од које су постале, чине „породицу речи“. На пример:
- род, родбина, родитељ, родити, породилиште, народ, рођендан
- вод, водити, наводити, изводити, вођа, разводити, разводник, водитељ, одвод

Неке речи могу да имају заједнички корен, али да не припадају истој породици:
- вода, воден, водњикав, низводно, узводно, разводњено, водостај, водомер

## Начини грађења речи
Речи које су саграђене од других речи могу настати различитим начинима грађења.
- извођење — за добијање изведених речи
- слагање — за добијање сложеница
- комбинована творба — истовремено слагање и извођење речи
- творба претварањем једне речи у другу

### Извођење
Извођење или деривација речи врши се додавањем наставака, односно суфикса на творбену основу. Речи које настају извођењем речи називају се изведене речи или изведенице. Додавање наставака извођењем, реч може да добије ново значење, које је везано за творбену основу, а новонастала реч може да припада истој или сасвим другој врсти речи.

### Слагање
Слагање је творба речи којом се добијају сложене речи или сложенице. Врши се срастањем двеју или више посебних речи или додавањем префикса. Разликују се два начина слагања речи:
- просто срастање:
  - спајањем двеју именица (бео + град -> Београд)
  - спајањем именице и глагола (дан + губити -> дангубити)
  - додавање различитих префикса (до-, из-, на-, не-, о-, об-, од-, по -, с-, уз-) испред глагола гради се велики број нових глагола:
    - до + писати -> дописати, до + купити -> докупити, по + купити -> покупити
    - на + писати -> написати, на + купити -> накупити, по + купити -> покупити
    - по + писати -> пописати, по + купити -> покупити, по + цепати -> поцепати
- срастање творбених основа са спојним самогласником (вокалом):
  - слова о (север + о + запад -> северозапад, нов + о + градња -> новоградња)
  - слова е (оц + е + убица -> оцеубица

### Комбинована творба
Комбинована творба је комбинација (деривација) и слагања (композиција).:
- риб + о + лов + ац -> риболовац
- миш + о + лов + ка -> мишоловка
- Јоксим (мушко име) + о + вић -> Јоксимовић
- тро + бој + ка -> тробојка

### Претварање
Претварање једне у другу врсту речи најчешће се врши на више начина:
- поименчавањем придева, односно претварањем придева у именице
- попридевљавањем глаголских придева и прилога
  - додавањем суфикса -ла, -ло (избледео -> избледела, избледело)
  - додавањем суфикса -на, -но (печен -> печена, печено )
  - додавањем суфикса -ћа, -ће (растући -> растућа, растуће)
  - додавањем суфикса -вша, -вше (бивши -> бивша + бивше)
- претварањем придева у прилоге (Река тихо тече.)